# 苫小牧市役所
苫小牧市役所（とまこまいしやくしょ）は、日本の地方公共団体である苫小牧市の組織が入る施設（役所）である。

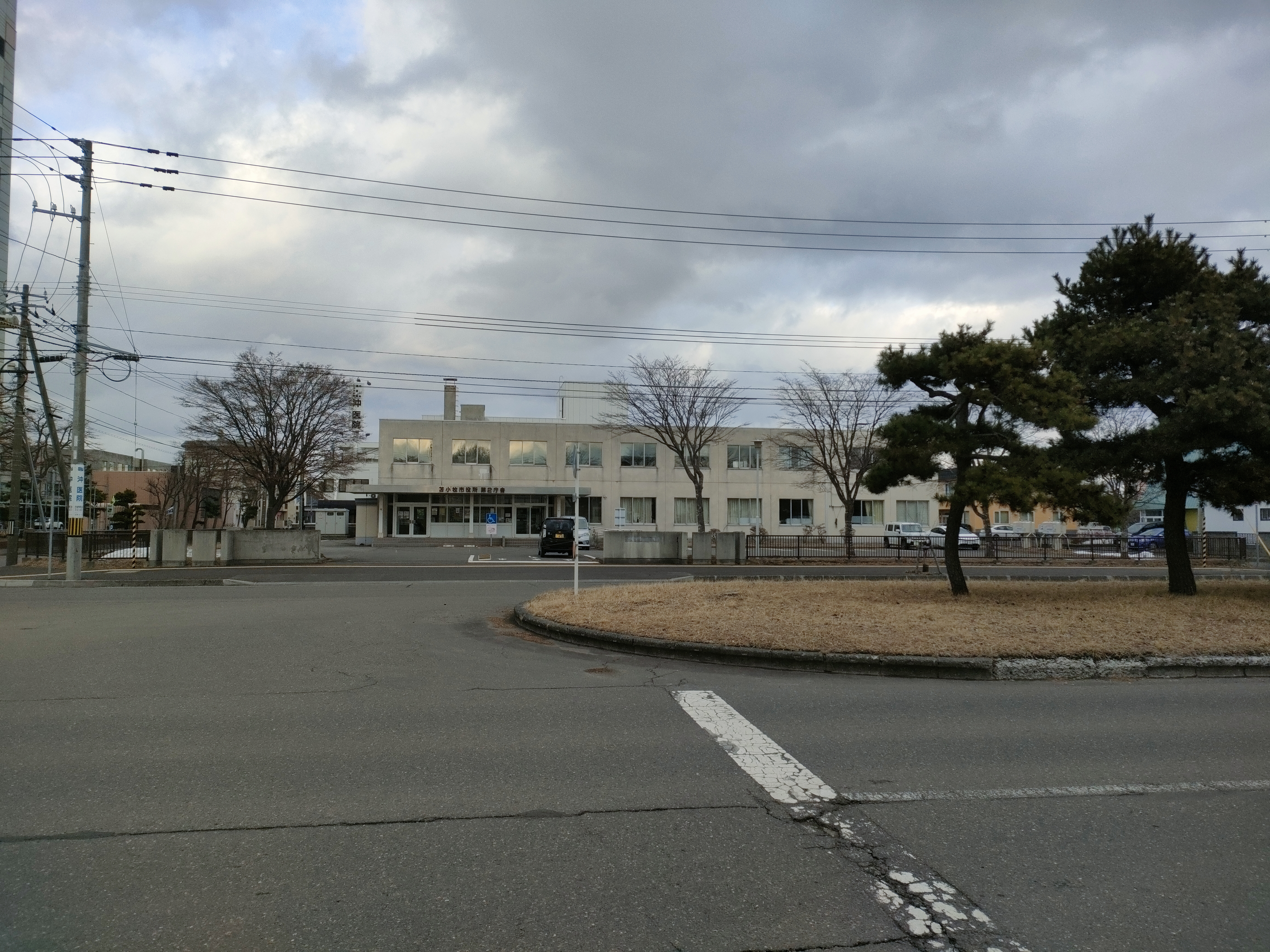
第2庁舎（2025年3月）

## 概要

### 現在地に移転
1948年（昭和23年）の市政施行当初、苫小牧市役所は、本幸町（当時は本町）の教育・福祉センター（旧市立総合病院）の場所にあり、1921年（大正10年）のコイノボリ大火後に建てられた町役場がそのまま使われていたが、1952年（昭和27年）現在地に鉄筋コンクリート3階建ての新庁舎を建設し移転した。
その後の市政の伸展、行政需要の増大に伴う機構の拡充、職員数の増加により庁舎狭隘となり、1956年（昭和31年）に2階建ての消防庁舎とエレベーター付きの望楼を増築。1964年（昭和39年）1月には消防庁舎に3階を増築し、議会関係の会議室、議員室、事務局等が設けられた。1966年（昭和41年）には本庁舎だけでは手狭となり、本町の旧苫小牧郵便局庁舎を第2庁舎として利用することになり、水道部、教育委員会、青少年対策室等を移転した。

### 現北庁舎の増築
1963年（昭和38年）の苫小牧港開港後、急激に人口が増え、市の業務量も増大し混雑した。このため、増改築をしたり、第2庁舎や森林組合ビル、駅前バスセンターなどに分散して業務を行っていたが、一度に用を足せないなどの不便があり、市民サービス向上のためにも、大規模な増築が必要となった。1970年（昭和45年）市役所中庭に現在の北庁舎にあたる部分を増築。消防庁舎3階の議会関係が旧庁舎3階に戻り、その跡には教育委員会、監査委員事務局、市史編さん室が、旧庁舎1階西側に水道部が入った。この増築も4年しか持たず、増築庁舎裏の車庫を改造して分庁舎とし、建築部、清掃課、駅前都市改造事務所を配置。1980年（昭和55年）旭町3丁目の苫小牧郵便局が現在地に移転し、旧郵便局庁舎を譲受けた。建物を改造し、1階を社会福祉会館、2階に建築部が移転。分庁舎の建築部跡には上下水道部の管理関係と総務部の一部が入った。

### 南庁舎・ロビー棟の増築
増改築と分庁舎で対処してきたが、一時凌ぎにしかならず、根本的な解決が迫られ、1977年（昭和52年）苫小牧市庁舎建設委員会規定を施行。全庁的な立場から増改築問題の検討を開始した。当初は現北庁舎を6階建てに増築する計画があったがさらに規模を拡大する必要性が生じたため白紙に戻した。結果、現北庁舎の前面、東西両サイドの棟は取り壊し、現北庁舎の南側に新庁舎を増築する計画となった。
1983年（昭和58年）3月に南庁舎（地下1階、地上12階）、ロビー棟（地上3階）が完成し、現在の3棟構成となった。28日から31日まで移転作業が行われ、4月1日に増築庁舎開庁式が行われた。

### 第2庁舎
本庁舎の狭隘化解消のため、1972年（昭和47年）建築の苫小牧法務合同庁舎を譲り受け改修し、第2庁舎として利用することになり、2008年（平成20年）6月に教育委員会が本庁舎8階から移転した。
当初の計画では、解体して水道庁舎として建て替える計画だったが、反対意見が相次ぎ、厳しい財政状況の中、市民理解を得ることは困難と判断し断念した。

## フロア構成
出典:

### 本庁舎
| （なし） | （なし） | （なし）                                                   | 南庁舎 |     |
| （なし） | （なし） | （なし）                                                   | 展望回廊 | 12F |
| （なし） | （なし） | （なし）                                                   | 議場、傍聴人ロビー、傍聴人席、記者席、課長控室、議員ロビー、理事者控室、部長控室 | 11F |
| （なし） | （なし） | （なし）                                                   | 正副議長室、正副議長応接室、議員控室、第3委員会室、議会ロビー、議会事務局長室、議会事務局、談話室、議会印刷室 | 10F |
| （なし） | （なし） | （なし）                                                   | 議会大会議室、第1委員会室、第2委員会室、議会図書室、監査委員室、監査委員事務局、91・92・93会議室 | 9F  |
| （なし） | （なし） | （なし）                                                   | 環境衛生部長室、環境生活課、まちづくり推進室(まちづくり推進課、空港政策課、スポーツ都市推進課）、工事監、ＩＣＴ推進室                                                                                                | 8F  |
| （なし） | （なし） | （なし）                                                   | 総合政策部長室、政策推進課、未来創造戦略室、協働・男女平等参画室、産業経済部長室、企業政策室(港湾・企業振興課、工業・雇用振興課)、農業水産振興課、農業委員会事務局、選挙管理委員会、選挙管理委員会事務局、電話交換室 | 7F  |
| （なし） | （なし） | （なし）                                                   | 総務部長室、行政監理室、(総)総務課、法務文書課、財政部長室、財政課、契約課、管財課、公平委員会事務局、記者クラブ、印刷室                                                                                             | 6F  |
| （なし） | （なし） | （なし）                                                   | 市長室、副市長室、秘書広報課、市長応接室、副市長応接室、第1応接室、第2応接室 | 5F  |
|          | 北庁舎 | ロビー棟                                                   | 市民生活部長室、市民ホール建設準備室、市民生活課、健康支援課、建築指導課、住宅課 | 4F  |
| 3F       | 上下水道部長室、(上下水)総務経営課、水道窓口課、水道課、下水道課                                                                                                |                                                            | 都市建設部長室、(都)総務課、開発管理課、道路建設課、維持課、緑地公園課、建築課、設備課 | 3F  |
| 2F       | 市民税課、納税課、資産税課、固定資産評価審査委員会事務局 | 姉妹都市コーナー、市民ギャラリー、談話室、市民情報コーナー | 危機管理室、生活支援室 | 2F  |
| 1F       | 会計管理者室、会計課、保険年金課、窓口サービス課、指定金融機関出張所（苫小牧信用金庫本店市役所出張所）、ATMコーナー（苫小牧信用金庫・北洋銀行・北海道労働金庫） | 市民ロビー、総合案内、庁舎管理員室、売店                   | 福祉部長室、総合福祉課、障がい福祉課、介護福祉課、健康こども部長室、こども育成課、こども支援課、青少年課 | 1F  |
| （なし） | （なし） | （なし）                                                   | マイナンバーカードセンター | B1F |

かつて、苫小牧市の指定金融機関は北海道拓殖銀行であったが、1997年の破綻により、1998年11月より、苫小牧信用金庫に切り替わった。
ゆうちょ銀行ATMが設置されていたが、2024年3月1日に営業を終了した。

#### 送信施設
- 屋上には、コミュニティFM局であるとまこまいコミュニティ放送の送信所が置かれている。

| 周波数 （MHz） | 放送局名     | コールサイン | 空中線 電力 | ERP | 放送対象地域     | 放送区域 内世帯数 |
| -------------- | ------------ | ------------ | ----------- | --- | ---------------- | ----------------- |
| 83.7           | FMとまこまい | JOZZ1BE-FM   | 20W         | 59W | 苫小牧市（一部） | 約56,000世帯      |

### 第2庁舎
| 2F | 生涯学習課、教育部総務企画課（ICT担当）、市史編集事務局                        |
| 1F | 教育部総務企画課、施設課、学校教育課、指導室、教育相談員室、生活者支援給付金室 |

## アクセス
国道36号線、市道旭大通沿い。
バス
- 道南バス、北海道中央バス、あつまバス「市役所前」下車

鉄道 
- 北海道旅客鉄道（JR北海道）「苫小牧駅」徒歩約17分

## 業務時間
- 平日8時45分から17時15分（土、日、祝日、年末年始は休み）

## 周辺
- 苫小牧警察署
- 三星中央店
- 苫小牧税務署[28]
- 苫小牧市科学センター
- 苫小牧市民会館
- 苫小牧市文化会館[29]
- 苫小牧市立苫小牧東小学校
- 苫小牧市立苫小牧東中学校
- かつや北海道苫小牧店
- 苫小牧民報社苫小牧本社
- 會澤高圧コンクリート本社[30]
- 苫小牧商工会議所[31]
- 苫小牧市民活動センター[32]
- 出光カルチャーパーク（苫小牧市民文化公園）

## 出張所
- 勇払出張所（字勇払33番地 勇払公民館[33]）
- のぞみ出張所（のぞみ町1丁目2番5号 のぞみコミュニティセンター[34]）
- 沼ノ端出張所（北栄町3丁目3番3号 沼ノ端交流センター[35]）